# Liste der Bodendenkmäler in Eichenau
Auf dieser Seite sind die Bodendenkmäler in der oberbayerischen Gemeinde Eichenau zusammengestellt. Diese Tabelle ist eine Teilliste der Liste der Bodendenkmäler in Bayern. Grundlage ist die Bayerische Denkmalliste, die auf Basis des Bayerischen Denkmalschutzgesetzes vom 1. Oktober 1973 erstmals erstellt wurde und seither durch das Bayerische Landesamt für Denkmalpflege geführt wird. Die folgenden Angaben ersetzen nicht die rechtsverbindliche Auskunft der Denkmalschutzbehörde.

## Bodendenkmäler in Eichenau
| Lage       | Objekt                                              | Akten-Nr.     | Bild |
| ---------- | --------------------------------------------------- | ------------- | ---- |
| (Standort) | Siedlung vor- und frühgeschichtlicher Zeitstellung. | D-1-7833-0155 |      |
| (Standort) | Verebnete Viereckschanze der späten Latènezeit.     | D-1-7833-0262 |      |
| (Standort) | Siedlung der mittleren Bronzezeit.                  | D-1-7833-0393 |      |